# Peter Serracino Inglott
Peter Serracino Inglott (ur. 26 kwietnia 1936 w Valletcie, zm. 16 marca 2012) – maltański filozof, nauczyciel akademicki i duchowny katolicki, rektor Uniwersytetu Maltańskiego.

## Życiorys
W 1955 ukończył studia na Uniwersytecie Maltańskim (Bachelor of Arts). Magisterium uzyskał w 1958 na Uniwersytecie Oksfordzkim. Kształcił się również w Institut Catholique de Paris (1958–1960), zaś w 1963 doktoryzował się z filozofii na Katolickim Uniwersytecie Najświętszego Serca w Mediolanie. Przyjął święcenia kapłańskie (ordynował go kardynał Giovanni Battista Montini), po czym w 1963 powrócił na Maltę.
Jako nauczyciel akademicki związany z Uniwersytetem Maltańskim, gdzie był profesorem filozofii. Od 1971 do 1996 kierował wydziałem filozofii na tej uczelni. W okresach 1987–1988 i 1991–1996 pełnił funkcję rektora Uniwersytetu Maltańskiego. W latach 1994–1995 był prezesem Stowarzyszenia Uniwersytetów Wspólnoty Narodów. Gościnnie wykładał na uczelniach we Francji, Wielkiej Brytanii i Stanach Zjednoczonych.
W latach 80. premier Eddie Fenech Adami powołał go na swojego doradcę, zajmował to stanowisko łącznie przez kilkanaście lat. Był przedstawicielem maltańskiego rządu w Konwencie Europejskim.
Zmarł na chorobę Creutzfeldta-Jakoba.
Odznaczony m.in. Kawalerią Legii Honorowej (1990) oraz Kawalerią Krzyża Wielkiego Orderu Zasługi Republiki Włoskiej (1995).